# Kỷ lục kỷ luật giải vô địch bóng đá thế giới 2018
Giải vô địch bóng đá thế giới 2018 diễn ra từ ngày 14 tháng 6 đến 15 tháng 7 năm 2018, với hình thức kỷ luật được áp dụng thông qua thẻ vàng và thẻ đỏ. Nếu bị phạt thẻ đỏ, cầu thủ sẽ bị đuổi ra khỏi sân ngay lập tức mà không có cầu thủ nào thay thế.

## Thống kê
- Tổng số thẻ vàng: 219. Trung bình: 3,42 thẻ/trận
- Tổng số thẻ đỏ: 4. Trung bình 0,06 thẻ/trận
- Thẻ vàng đầu tiên: Aleksandr Golovin của Nga trong trận Nga v Ả Rập Xê Út
- Thẻ đỏ đầu tiên: Carlos Sánchez Moreno của Colombia trong trận gặp Nhật Bản
- Thẻ vàng nhanh nhất sau khi khởi tranh: 1 phút. Jesús Gallardo của México trong trận gặp Thụy Điển.
- Thẻ vàng nhanh nhất sau khi vào từ ghế dự bị: 1 phút.[cần dẫn nguồn]
- Thẻ vàng muộn nhất không tính các hiệp phụ: phút 90+8 cho Aleksandar Prijović của Serbia trong trận gặp Costa Rica và Cédric Soares của Bồ Đào Nha trong trận gặp Iran.
- Thẻ vàng muộn nhất có tính các hiệp phụ: phút 118.[cần dẫn nguồn]
- Thẻ đỏ nhanh nhất sau khi khởi tranh: 3 phút (Carlos Sánchez trong trận Colombia v Nhật Bản)
- Thể đỏ muộn nhất chưa tính thời gian hiệp phụ: phút 90+4 (Michael Rico Lang trong trận Thụy Điển v Thụy Sĩ ngày 3/7)
- Cầu thủ lĩnh 2 thẻ vàng nhanh nhất: 9 phút cho Igor Smolnikov của Nga trận gặp trong Uruguay
- Đội nhiều thẻ vàng nhất: Croatia (15 thẻ)
- Thẻ đỏ: có 4 thẻ chia đều cho 4 đội: Colombia, Đức, Nga và Thụy Sĩ
- Đội ít thẻ vàng nhất: 1 (Ả Rập Xê Út)
- Cầu thủ nhận nhiều thẻ vàng nhất: 3 (Sebastian Larsson của Thụy Điển)
- Cầu thủ nhận nhiều thẻ đỏ nhất: Có 4 cầu thủ cùng nhận 1 thẻ là Jérôme Boateng, Michael Lang, Carlos Sánchez Moreno, Igor Smolnikov
- Trận đấu nhiều thẻ vàng nhất: 8 (Bỉ v Panama, Pháp v Argentina và Colombia v Anh). Đây cũng là 3 trận nhận nhiều thẻ nhất.

## Các hình phạt

### Theo trận đấu
| Ngày                    | Đội nhà     | Tỷ số               | Đội khách   | Vòng                   | Trọng tài                       | Tổng số thẻ | Thẻ vàng  | Thẻ vàng · Thẻ vàng-đỏ (thẻ đỏ gián tiếp) | Thẻ đỏ    |
| Vòng bảng               | Vòng bảng   | Vòng bảng           | Vòng bảng   | Vòng bảng              | Vòng bảng                       | Vòng bảng   | Vòng bảng | Vòng bảng                                 | Vòng bảng |
| ----------------------- | ----------- | ------------------- | ----------- | ---------------------- | ------------------------------- | ----------- | --------- | ----------------------------------------- | --------- |
| Ngày 1                  | Nga         | 5–0                 | Ả Rập Xê Út | Bảng A                 | Néstor Pitana                   | 2           | 2         | 0                                         | 0         |
| Ngày 2                  | Ai Cập      | 0–1                 | Uruguay     | Bảng A                 | Björn Kuipers                   | 2           | 2         | 0                                         | 0         |
| Ngày 2                  | Maroc       | 0–1                 | Iran        | Bảng B                 | Cüneyt Çakır                    | 4           | 4         | 0                                         | 0         |
| Ngày 2                  | Bồ Đào Nha  | 3–3                 | Tây Ban Nha | Bảng B                 | Gianluca Rocchi                 | 2           | 2         | 0                                         | 0         |
| Ngày 3                  | Pháp        | 2–1                 | Úc          | Bảng C                 | Andrés Cunha                    | 4           | 4         | 0                                         | 0         |
| Ngày 3                  | Argentina   | 1–1                 | Iceland     | Bảng D                 | Szymon Marciniak                | 0           | 0         | 0                                         | 0         |
| Ngày 3                  | Perú        | 0–1                 | Đan Mạch    | Bảng C                 | Bakary Gassama                  | 3           | 3         | 0                                         | 0         |
| Ngày 3                  | Croatia     | 2–0                 | Nigeria     | Bảng D                 | Sandro Ricci                    | 3           | 3         | 0                                         | 0         |
| Ngày 4                  | Costa Rica  | 0–1                 | Serbia      | Bảng E                 | Malang Diedhiou                 | 4           | 4         | 0                                         | 0         |
| Ngày 4                  | Đức         | 0–1                 | México      | Bảng F                 | Alireza Faghani                 | 4           | 4         | 0                                         | 0         |
| Ngày 4                  | Brasil      | 1–1                 | Thụy Sĩ     | Bảng E                 | César Arturo Ramos              | 4           | 4         | 0                                         | 0         |
| Ngày 5                  | Thụy Điển   | 1–0                 | Hàn Quốc    | Bảng F                 | Joel Aguilar                    | 3           | 3         | 0                                         | 0         |
| Ngày 5                  | Bỉ          | 3–0                 | Panama      | Bảng G                 | Janny Sikazwe                   | 8           | 8         | 0                                         | 0         |
| Ngày 5                  | Tunisia     | 1–2                 | Anh         | Bảng G                 | Wilmar Roldán                   | 1           | 1         | 0                                         | 0         |
| Ngày 6                  | Colombia    | 1–2                 | Nhật Bản    | Bảng H                 | Damir Skomina                   | 4           | 3         | 0                                         | 1         |
| Ngày 6                  | Ba Lan      | 1–2                 | Sénégal     | Bảng H                 | Nawaf Shukralla                 | 3           | 3         | 0                                         | 0         |
| Ngày 6                  | Nga         | 3–1                 | Ai Cập      | Bảng A                 | Enrique Cáceres                 | 2           | 2         | 0                                         | 0         |
| Ngày 7                  | Bồ Đào Nha  | 1–0                 | Maroc       | Bảng B                 | Mark Geiger                     | 2           | 2         | 0                                         | 0         |
| Ngày 7                  | Uruguay     | 1–0                 | Ả Rập Xê Út | Bảng A                 | Clément Turpin                  | 0           | 0         | 0                                         | 0         |
| Ngày 7                  | Iran        | 0–1                 | Tây Ban Nha | Bảng B                 | Andrés Cunha                    | 2           | 2         | 0                                         | 0         |
| Ngày 8                  | Đan Mạch    | 1–1                 | Úc          | Bảng C                 | Antonio Mateu Lahoz             | 2           | 2         | 0                                         | 0         |
| Ngày 8                  | Pháp        | 1–0                 | Perú        | Bảng C                 | Mohammed Abdulla Hassan Mohamed | 4           | 4         | 0                                         | 0         |
| Ngày 8                  | Argentina   | 0–3                 | Croatia     | Bảng D                 | Ravshan Irmatov                 | 7           | 7         | 0                                         | 0         |
| Ngày 9                  | Brasil      | 2–0                 | Costa Rica  | Bảng E                 | Björn Kuipers                   | 3           | 3         | 0                                         | 0         |
| Ngày 9                  | Nigeria     | 2–0                 | Iceland     | Bảng D                 | Matthew Conger                  | 1           | 1         | 0                                         | 0         |
| Ngày 9                  | Serbia      | 1–2                 | Thụy Sĩ     | Bảng E                 | Felix Brych                     | 5           | 5         | 0                                         | 0         |
| Ngày 10                 | Bỉ          | 5–2                 | Tunisia     | Bảng G                 | Jair Marrufo                    | 1           | 1         | 0                                         | 0         |
| Ngày 10                 | Hàn Quốc    | 1–2                 | México      | Bảng F                 | Milorad Mažić                   | 4           | 4         | 0                                         | 0         |
| Ngày 10                 | Đức         | 2–1                 | Thụy Điển   | Bảng F                 | Szymon Marciniak                | 3           | 2         | 1                                         | 0         |
| Ngày 11                 | Anh         | 6–1                 | Panama      | Bảng G                 | Gehad Grisha                    | 4           | 4         | 0                                         | 0         |
| Ngày 11                 | Nhật Bản    | 2–2                 | Sénégal     | Bảng H                 | Gianluca Rocchi                 | 5           | 5         | 0                                         | 0         |
| Ngày 11                 | Ba Lan      | 0–3                 | Colombia    | Bảng H                 | César Arturo Ramos              | 2           | 2         | 0                                         | 0         |
| Ngày 12                 | Uruguay     | 3–0                 | Nga         | Bảng A                 | Malang Diedhiou                 | 3           | 2         | 1                                         | 0         |
| Ngày 12                 | Ả Rập Xê Út | 2–1                 | Ai Cập      | Bảng A                 | Wilmar Roldán                   | 2           | 2         | 0                                         | 0         |
| Ngày 12                 | Iran        | 1–1                 | Bồ Đào Nha  | Bảng B                 | Enrique Cáceres                 | 6           | 6         | 0                                         | 0         |
| Ngày 12                 | Tây Ban Nha | 2–2                 | Maroc       | Bảng B                 | Ravshan Irmatov                 | 6           | 6         | 0                                         | 0         |
| Ngày 13                 | Đan Mạch    | 0–0                 | Pháp        | Bảng C                 | Sandro Ricci                    | 1           | 1         | 0                                         | 0         |
| Ngày 13                 | Úc          | 0–2                 | Perú        | Bảng C                 | Sergei Karasev                  | 6           | 6         | 0                                         | 0         |
| Ngày 13                 | Nigeria     | 1–2                 | Argentina   | Bảng D                 | Cüneyt Çakır                    | 5           | 5         | 0                                         | 0         |
| Ngày 13                 | Iceland     | 1–2                 | Croatia     | Bảng D                 | Antonio Mateu Lahoz             | 5           | 5         | 0                                         | 0         |
| Ngày 14                 | Hàn Quốc    | 2–0                 | Đức         | Bảng F                 | Mark Geiger                     | 4           | 4         | 0                                         | 0         |
| Ngày 14                 | México      | 0–3                 | Thụy Điển   | Bảng F                 | Néstor Pitana                   | 5           | 5         | 0                                         | 0         |
| Ngày 14                 | Serbia      | 0–2                 | Brasil      | Bảng E                 | Alireza Faghani                 | 3           | 3         | 0                                         | 0         |
| Ngày 14                 | Thụy Sĩ     | 2–2                 | Costa Rica  | Bảng E                 | Clément Turpin                  | 6           | 6         | 0                                         | 0         |
| Ngày 15                 | Nhật Bản    | 0–1                 | Ba Lan      | Bảng H                 | Janny Sikazwe                   | 1           | 1         | 0                                         | 0         |
| Ngày 15                 | Sénégal     | 0–1                 | Colombia    | Bảng H                 | Milorad Mažić                   | 2           | 2         | 0                                         | 0         |
| Ngày 15                 | Anh         | 0–1                 | Bỉ          | Bảng G                 | Damir Skomina                   | 2           | 2         | 0                                         | 0         |
| Ngày 15                 | Panama      | 1–2                 | Tunisia     | Bảng G                 | Nawaf Shukralla                 | 6           | 6         | 0                                         | 0         |
| Vòng đấu loại trực tiếp |             |                     |             |                        |                                 |             |           |                                           |           |
| Ngày 16                 | Pháp        | 4–3                 | Argentina   | Vòng 16 đội            | Alireza Faghani                 | 8           | 8         | 0                                         | 0         |
| Ngày 16                 | Uruguay     | 2–1                 | Bồ Đào Nha  | Vòng 16 đội            | César Arturo Ramos              | 1           | 1         | 0                                         | 0         |
| Ngày 17                 | Tây Ban Nha | 1–1 h.p. (3–4 p.đ.) | Nga         | Vòng 16 đội            | Björn Kuipers                   | 3           | 3         | 0                                         | 0         |
| Ngày 17                 | Croatia     | 1–1 h.p. (3–2 p.đ.) | Đan Mạch    | Vòng 16 đội            | Néstor Pitana                   | 1           | 1         | 0                                         | 0         |
| Ngày 18                 | Brasil      | 2–0                 | México      | Vòng 16 đội            | Gianluca Rocchi                 | 6           | 6         | 0                                         | 0         |
| Ngày 18                 | Bỉ          | 3–2                 | Nhật Bản    | Vòng 16 đội            | Malang Diedhiou                 | 1           | 1         | 0                                         | 0         |
| Ngày 19                 | Thụy Điển   | 1–0                 | Thụy Sĩ     | Vòng 16 đội            | Damir Skomina                   | 4           | 3         | 0                                         | 1         |
| Ngày 19                 | Colombia    | 1–1 h.p. (3–4 p.đ.) | Anh         | Vòng 16 đội            | Mark Geiger                     | 8           | 8         | 0                                         | 0         |
| Ngày 20                 | Uruguay     | 0–2                 | Pháp        | Tứ kết                 | Néstor Pitana                   | 4           | 4         | 0                                         | 0         |
| Ngày 20                 | Brasil      | 1–2                 | Bỉ          | Tứ kết                 | Milorad Mažić                   | 4           | 4         | 0                                         | 0         |
| Ngày 21                 | Thụy Điển   | 0–2                 | Anh         | Tứ kết                 | Björn Kuipers                   | 3           | 3         | 0                                         | 0         |
| Ngày 21                 | Nga         | 2–2 h.p. (3–4 p.đ.) | Croatia     | Tứ kết                 | Sandro Ricci                    | 5           | 5         | 0                                         | 0         |
| Ngày 22                 | Pháp        | 1–0                 | Bỉ          | Bán kết                | Andrés Cunha                    | 5           | 5         | 0                                         | 0         |
| Ngày 23                 | Croatia     | 2–1 h.p.            | Anh         | Bán kết                | Cüneyt Çakır                    | 3           | 3         | 0                                         | 0         |
| Ngày 24                 | Bỉ          | 2–0                 | Anh         | Play-off tranh hạng ba | Alireza Faghani                 | 3           | 3         | 0                                         | 0         |
| Ngày 25                 | Pháp        | 4–2                 | Croatia     | Chung kết              | Néstor Pitana                   | 3           | 3         | 0                                         | 0         |

Nguồn: 

### Theo trọng tài
| Trọng tài                       | Quốc gia    | Trận đấu | Thẻ đỏ | Thẻ vàng · Thẻ vàng-đỏ (thẻ đỏ gián tiếp) | Thẻ vàng | Giải thưởng PK |
| ------------------------------- | ----------- | -------- | ------ | ----------------------------------------- | -------- | -------------- |
| Damir Skomina                   | Slovenia    | 3        | 2      | 0                                         | 8        | 1              |
| Malang Diedhiou                 | Sénégal     | 3        | 0      | 1                                         | 7        | 0              |
| Szymon Marciniak                | Ba Lan      | 2        | 0      | 1                                         | 2        | 1              |
| Alireza Faghani                 | Iran        | 4        | 0      | 0                                         | 18       | 1              |
| Néstor Pitana                   | Argentina   | 5        | 0      | 0                                         | 15       | 3              |
| Mark Geiger                     | Hoa Kỳ      | 3        | 0      | 0                                         | 14       | 1              |
| Ravshan Irmatov                 | Uzbekistan  | 2        | 0      | 0                                         | 13       | 0              |
| Gianluca Rocchi                 | Ý           | 3        | 0      | 0                                         | 13       | 1              |
| Cüneyt Çakır                    | Thổ Nhĩ Kỳ  | 3        | 0      | 0                                         | 12       | 1              |
| Andrés Cunha                    | Uruguay     | 3        | 0      | 0                                         | 11       | 2              |
| Björn Kuipers                   | Hà Lan      | 4        | 0      | 0                                         | 11       | 1              |
| Milorad Mažić                   | Serbia      | 3        | 0      | 0                                         | 10       | 1              |
| Sandro Ricci                    | Brasil      | 3        | 0      | 0                                         | 9        | 1              |
| Nawaf Shukralla                 | Bahrain     | 2        | 0      | 0                                         | 9        | 0              |
| Janny Sikazwe                   | Zambia      | 2        | 0      | 0                                         | 9        | 0              |
| Enrique Cáceres                 | Paraguay    | 2        | 0      | 0                                         | 8        | 3              |
| Antonio Mateu Lahoz             | Tây Ban Nha | 2        | 0      | 0                                         | 7        | 2              |
| César Arturo Ramos              | México      | 3        | 0      | 0                                         | 7        | 0              |
| Sergei Karasev                  | Nga         | 1        | 0      | 0                                         | 6        | 0              |
| Clément Turpin                  | Pháp        | 2        | 0      | 0                                         | 6        | 1              |
| Felix Brych                     | Đức         | 1        | 0      | 0                                         | 5        | 0              |
| Mohammed Abdulla Hassan Mohamed | UAE         | 1        | 0      | 0                                         | 4        | 0              |
| Gehad Grisha                    | Ai Cập      | 1        | 0      | 0                                         | 4        | 2              |
| Joel Aguilar                    | El Salvador | 1        | 0      | 0                                         | 3        | 1              |
| Bakary Gassama                  | Gambia      | 1        | 0      | 0                                         | 3        | 1              |
| Wilmar Roldán                   | Colombia    | 2        | 0      | 0                                         | 3        | 3              |
| Matthew Conger                  | New Zealand | 1        | 0      | 0                                         | 1        | 1              |
| Jair Marrufo                    | Hoa Kỳ      | 1        | 0      | 0                                         | 1        | 1              |

### Theo đội tuyển
| Đội tuyển   | Thẻ đỏ | Thẻ vàng · Thẻ vàng-đỏ (thẻ đỏ gián tiếp) | Thẻ vàng | Thẻ đỏ                                                                           | Cầu thủ bị đình chỉ cho các trận đấu Cúp Thế giới                      |
| ----------- | ------ | ----------------------------------------- | -------- | -------------------------------------------------------------------------------- | ---------------------------------------------------------------------- |
| Colombia    | 1      | 0                                         | 9        | Carlos Sánchez Moreno v Nhật Bản (Vòng bảng) (từ chối một bàn thắng bởi bàn tay) | Carlos Sánchez Moreno v Ba Lan (Vòng bảng)                             |
| Thụy Sĩ     | 1      | 0                                         | 9        | Michael Lang v Thụy Điển (Vòng 16 đội) (từ chối cơ hội ghi bàn)                  | Stephan Lichtsteiner và Fabian Schär v Thụy Điển (Vòng 16 đội)         |
| Nga         | 0      | 1                                         | 6        | Igor Smolnikov v Uruguay (Vòng bảng)                                             | Igor Smolnikov v Tây Ban Nha (Vòng 16 đội)                             |
| Đức         | 0      | 1                                         | 2        | Jérôme Boateng v Thụy Điển (Vòng bảng)                                           | Jérôme Boateng v Hàn Quốc (Vòng bảng)                                  |
| Croatia     | 0      | 0                                         | 15       |                                                                                  |                                                                        |
| Pháp        | 0      | 0                                         | 12       |                                                                                  | Blaise Matuidi v Uruguay (Tứ kết)                                      |
| Argentina   | 0      | 0                                         | 11       |                                                                                  |                                                                        |
| Bỉ          | 0      | 0                                         | 11       |                                                                                  | Thomas Meunier v Pháp (Bán kết)                                        |
| Panama      | 0      | 0                                         | 11       |                                                                                  | Armando Cooper và Michael Amir Murillo v Tunisia (Vòng bảng)           |
| Hàn Quốc    | 0      | 0                                         | 10       |                                                                                  |                                                                        |
| México      | 0      | 0                                         | 9        |                                                                                  | Héctor Moreno v Brasil (Vòng 16 đội)                                   |
| Serbia      | 0      | 0                                         | 9        |                                                                                  |                                                                        |
| Anh         | 0      | 0                                         | 8        |                                                                                  |                                                                        |
| Maroc       | 0      | 0                                         | 8        |                                                                                  |                                                                        |
| Thụy Điển   | 0      | 0                                         | 8        |                                                                                  | Sebastian Larsson v Thụy Sĩ (Vòng 16 đội) Mikael Lustig v Anh (Tứ kết) |
| Úc          | 0      | 0                                         | 7        |                                                                                  |                                                                        |
| Brasil      | 0      | 0                                         | 7        |                                                                                  | Casemiro v Bỉ (Tứ kết)                                                 |
| Iran        | 0      | 0                                         | 7        |                                                                                  |                                                                        |
| Bồ Đào Nha  | 0      | 0                                         | 7        |                                                                                  |                                                                        |
| Costa Rica  | 0      | 0                                         | 6        |                                                                                  |                                                                        |
| Đan Mạch    | 0      | 0                                         | 6        |                                                                                  | Yussuf Poulsen v Pháp (Vòng bảng)                                      |
| Sénégal     | 0      | 0                                         | 6        |                                                                                  |                                                                        |
| Ai Cập      | 0      | 0                                         | 5        |                                                                                  |                                                                        |
| Nhật Bản    | 0      | 0                                         | 5        |                                                                                  |                                                                        |
| Perú        | 0      | 0                                         | 5        |                                                                                  |                                                                        |
| Nigeria     | 0      | 0                                         | 4        |                                                                                  |                                                                        |
| Tunisia     | 0      | 0                                         | 4        |                                                                                  |                                                                        |
| Iceland     | 0      | 0                                         | 3        |                                                                                  |                                                                        |
| Ba Lan      | 0      | 0                                         | 3        |                                                                                  |                                                                        |
| Uruguay     | 0      | 0                                         | 3        |                                                                                  |                                                                        |
| Tây Ban Nha | 0      | 0                                         | 2        |                                                                                  |                                                                        |
| Ả Rập Xê Út | 0      | 0                                         | 1        |                                                                                  |                                                                        |

### Theo cầu thủ
| Tên                     | Đội tuyển   | Thẻ đỏ | Thẻ vàng · Thẻ vàng-đỏ (thẻ đỏ gián tiếp) | Thẻ vàng | Bị đình chỉ cho các trận đấu: |
| ----------------------- | ----------- | ------ | ----------------------------------------- | -------- | ----------------------------- |
| Carlos Sánchez Moreno   | Colombia    | 1      | 0                                         | 1        | v Ba Lan (Vòng bảng)          |
| Michael Lang            | Thụy Sĩ     | 1      | 0                                         | 0        | [ note 1 ]                    |
| Jérôme Boateng          | Đức         | 0      | 1                                         | 0        | v Hàn Quốc (Vòng bảng)        |
| Igor Smolnikov          | Nga         | 0      | 1                                         | 0        | v Tây Ban Nha (Vòng 16 đội)   |
| Sebastian Larsson       | Thụy Điển   | 0      | 0                                         | 3        | v Thụy Sĩ (Vòng 16 đội)       |
| Toby Alderweireld       | Bỉ          | 0      | 0                                         | 2        |                               |
| Éver Banega             | Argentina   | 0      | 0                                         | 2        |                               |
| Wílmar Barrios          | Colombia    | 0      | 0                                         | 2        |                               |
| Valon Behrami           | Thụy Sĩ     | 0      | 0                                         | 2        |                               |
| Rodrigo Bentancur       | Uruguay     | 0      | 0                                         | 2        |                               |
| Casemiro                | Brasil      | 0      | 0                                         | 2        | v Bỉ (Tứ kết)                 |
| Armando Cooper          | Panama      | 0      | 0                                         | 2        | v Tunisia (Vòng bảng)         |
| Karim El Ahmadi         | Maroc       | 0      | 0                                         | 2        |                               |
| Yury Gazinsky           | Nga         | 0      | 0                                         | 2        |                               |
| Lucas Hernández         | Pháp        | 0      | 0                                         | 2        |                               |
| Héctor Herrera          | México      | 0      | 0                                         | 2        |                               |
| Mathias Jørgensen       | Đan Mạch    | 0      | 0                                         | 2        |                               |
| Jung Woo-young          | Hàn Quốc    | 0      | 0                                         | 2        |                               |
| N'Golo Kanté            | Pháp        | 0      | 0                                         | 2        |                               |
| Stephan Lichtsteiner    | Thụy Sĩ     | 0      | 0                                         | 2        | v Thụy Điển (Vòng 16 đội)     |
| Mikael Lustig           | Thụy Điển   | 0      | 0                                         | 2        | v Anh (Tứ kết)                |
| Harry Maguire           | Anh         | 0      | 0                                         | 2        |                               |
| Mario Mandžukić         | Croatia     | 0      | 0                                         | 2        |                               |
| Javier Mascherano       | Argentina   | 0      | 0                                         | 2        |                               |
| Nemanja Matić           | Serbia      | 0      | 0                                         | 2        |                               |
| Blaise Matuidi          | Pháp        | 0      | 0                                         | 2        | v Uruguay (Tứ kết)            |
| Kylian Mbappé           | Pháp        | 0      | 0                                         | 2        |                               |
| Thomas Meunier          | Bỉ          | 0      | 0                                         | 2        | v Pháp (Bán kết)              |
| Aleksandar Mitrović     | Serbia      | 0      | 0                                         | 2        |                               |
| Héctor Moreno           | México      | 0      | 0                                         | 2        | v Brasil (Vòng 16 đội)        |
| Michael Amir Murillo    | Panama      | 0      | 0                                         | 2        | v Tunisia (Vòng bảng)         |
| M'Baye Niang            | Sénégal     | 0      | 0                                         | 2        |                               |
| Nicolás Otamendi        | Argentina   | 0      | 0                                         | 2        |                               |
| Yussuf Poulsen          | Đan Mạch    | 0      | 0                                         | 2        | v Pháp (Vòng bảng)            |
| Ante Rebić              | Croatia     | 0      | 0                                         | 2        |                               |
| Cristiano Ronaldo       | Bồ Đào Nha  | 0      | 0                                         | 2        |                               |
| Ferjani Sassi           | Tunisia     | 0      | 0                                         | 2        |                               |
| Fabian Schär            | Thụy Sĩ     | 0      | 0                                         | 2        | v Thụy Điển (Vòng 16 đội)     |
| Jan Vertonghen          | Bỉ          | 0      | 0                                         | 2        |                               |
| Šime Vrsaljko           | Croatia     | 0      | 0                                         | 2        |                               |
| Kyle Walker             | Anh         | 0      | 0                                         | 2        |                               |
| Johnny Acosta           | Costa Rica  | 0      | 0                                         | 1        |                               |
| Marcos Acuña            | Argentina   | 0      | 0                                         | 1        |                               |
| Taisir Al-Jassim        | Ả Rập Xê Út | 0      | 0                                         | 1        |                               |
| Edson Álvarez           | México      | 0      | 0                                         | 1        |                               |
| Vahid Amiri             | Iran        | 0      | 0                                         | 1        |                               |
| Nordin Amrabat          | Maroc       | 0      | 0                                         | 1        |                               |
| Karim Ansarifard        | Iran        | 0      | 0                                         | 1        |                               |
| Pedro Aquino            | Perú        | 0      | 0                                         | 1        |                               |
| Santiago Arias          | Colombia    | 0      | 0                                         | 1        |                               |
| Daniel Arzani           | Úc          | 0      | 0                                         | 1        |                               |
| Ricardo Ávila           | Panama      | 0      | 0                                         | 1        |                               |
| Sardar Azmoun           | Iran        | 0      | 0                                         | 1        |                               |
| Carlos Bacca            | Colombia    | 0      | 0                                         | 1        |                               |
| Anice Badri             | Tunisia     | 0      | 0                                         | 1        |                               |
| Leon Balogun            | Nigeria     | 0      | 0                                         | 1        |                               |
| Édgar Yoel Bárcenas     | Panama      | 0      | 0                                         | 1        |                               |
| Jan Bednarek            | Ba Lan      | 0      | 0                                         | 1        |                               |
| Aziz Behich             | Úc          | 0      | 0                                         | 1        |                               |
| Medhi Benatia           | Maroc       | 0      | 0                                         | 1        |                               |
| Mbark Boussoufa         | Maroc       | 0      | 0                                         | 1        |                               |
| Marcelo Brozović        | Croatia     | 0      | 0                                         | 1        |                               |
| Sergio Busquets         | Tây Ban Nha | 0      | 0                                         | 1        |                               |
| Francisco Calvo         | Costa Rica  | 0      | 0                                         | 1        |                               |
| Joel Campbell           | Costa Rica  | 0      | 0                                         | 1        |                               |
| Cédric Soares           | Bồ Đào Nha  | 0      | 0                                         | 1        |                               |
| Ghailene Chaalali       | Tunisia     | 0      | 0                                         | 1        |                               |
| Viktor Claesson         | Thụy Điển   | 0      | 0                                         | 1        |                               |
| Vedran Ćorluka          | Croatia     | 0      | 0                                         | 1        |                               |
| Philippe Coutinho       | Brasil      | 0      | 0                                         | 1        |                               |
| Juan Cuadrado           | Colombia    | 0      | 0                                         | 1        |                               |
| Manuel da Costa         | Maroc       | 0      | 0                                         | 1        |                               |
| Erick Davis             | Panama      | 0      | 0                                         | 1        |                               |
| Kevin De Bruyne         | Bỉ          | 0      | 0                                         | 1        |                               |
| Thomas Delaney          | Đan Mạch    | 0      | 0                                         | 1        |                               |
| Leander Dendoncker      | Bỉ          | 0      | 0                                         | 1        |                               |
| Omid Ebrahimi           | Iran        | 0      | 0                                         | 1        |                               |
| Albin Ekdal             | Thụy Điển   | 0      | 0                                         | 1        |                               |
| Fidel Escobar           | Panama      | 0      | 0                                         | 1        |                               |
| Fagner Conserva Lemos   | Brasil      | 0      | 0                                         | 1        |                               |
| Radamel Falcao          | Colombia    | 0      | 0                                         | 1        |                               |
| Ahmed Fathy             | Ai Cập      | 0      | 0                                         | 1        |                               |
| Bruno Fernandes         | Bồ Đào Nha  | 0      | 0                                         | 1        |                               |
| Fernandinho             | Brasil      | 0      | 0                                         | 1        |                               |
| Filipe Luís             | Brasil      | 0      | 0                                         | 1        |                               |
| Alfreð Finnbogason      | Iceland     | 0      | 0                                         | 1        |                               |
| Ali Gabr                | Ai Cập      | 0      | 0                                         | 1        |                               |
| Jesús Gallardo          | México      | 0      | 0                                         | 1        |                               |
| Cristian Gamboa         | Costa Rica  | 0      | 0                                         | 1        |                               |
| Olivier Giroud          | Pháp        | 0      | 0                                         | 1        |                               |
| Aníbal Godoy            | Panama      | 0      | 0                                         | 1        |                               |
| Aleksandr Golovin       | Nga         | 0      | 0                                         | 1        |                               |
| Gabriel Gómez           | Panama      | 0      | 0                                         | 1        |                               |
| Jacek Góralski          | Ba Lan      | 0      | 0                                         | 1        |                               |
| Andrés Guardado         | México      | 0      | 0                                         | 1        |                               |
| Raphaël Guerreiro       | Bồ Đào Nha  | 0      | 0                                         | 1        |                               |
| Paolo Guerrero          | Perú        | 0      | 0                                         | 1        |                               |
| Idrissa Gueye           | Sénégal     | 0      | 0                                         | 1        |                               |
| John Guidetti           | Thụy Điển   | 0      | 0                                         | 1        |                               |
| David Guzmán            | Costa Rica  | 0      | 0                                         | 1        |                               |
| Ehsan Hajsafi           | Iran        | 0      | 0                                         | 1        |                               |
| Achraf Hakimi           | Maroc       | 0      | 0                                         | 1        |                               |
| Emil Hallfreðsson       | Iceland     | 0      | 0                                         | 1        |                               |
| Eden Hazard             | Bỉ          | 0      | 0                                         | 1        |                               |
| Makoto Hasebe           | Nhật Bản    | 0      | 0                                         | 1        |                               |
| Ahmed Hegazi            | Ai Cập      | 0      | 0                                         | 1        |                               |
| Jordan Henderson        | Anh         | 0      | 0                                         | 1        |                               |
| Mats Hummels            | Đức         | 0      | 0                                         | 1        |                               |
| Paolo Hurtado           | Perú        | 0      | 0                                         | 1        |                               |
| Hwang Hee-chan          | Hàn Quốc    | 0      | 0                                         | 1        |                               |
| Brian Idowu             | Nigeria     | 0      | 0                                         | 1        |                               |
| Takashi Inui            | Nhật Bản    | 0      | 0                                         | 1        |                               |
| Branislav Ivanović      | Serbia      | 0      | 0                                         | 1        |                               |
| Alireza Jahanbakhsh     | Iran        | 0      | 0                                         | 1        |                               |
| Mile Jedinak            | Úc          | 0      | 0                                         | 1        |                               |
| Tin Jedvaj              | Croatia     | 0      | 0                                         | 1        |                               |
| Eiji Kawashima          | Nhật Bản    | 0      | 0                                         | 1        |                               |
| Kim Shin-wook           | Hàn Quốc    | 0      | 0                                         | 1        |                               |
| Kim Young-gwon          | Hàn Quốc    | 0      | 0                                         | 1        |                               |
| Grzegorz Krychowiak     | Ba Lan      | 0      | 0                                         | 1        |                               |
| Ilya Kutepov            | Nga         | 0      | 0                                         | 1        |                               |
| Miguel Layún            | México      | 0      | 0                                         | 1        |                               |
| Mathew Leckie           | Úc          | 0      | 0                                         | 1        |                               |
| Lee Jae-sung            | Hàn Quốc    | 0      | 0                                         | 1        |                               |
| Lee Seung-woo           | Hàn Quốc    | 0      | 0                                         | 1        |                               |
| Lee Yong                | Hàn Quốc    | 0      | 0                                         | 1        |                               |
| Jesse Lingard           | Anh         | 0      | 0                                         | 1        |                               |
| Adem Ljajić             | Serbia      | 0      | 0                                         | 1        |                               |
| Ruben Loftus-Cheek      | Anh         | 0      | 0                                         | 1        |                               |
| Dejan Lovren            | Croatia     | 0      | 0                                         | 1        |                               |
| Tomoaki Makino          | Nhật Bản    | 0      | 0                                         | 1        |                               |
| Gabriel Mercado         | Argentina   | 0      | 0                                         | 1        |                               |
| Lionel Messi            | Argentina   | 0      | 0                                         | 1        |                               |
| John Obi Mikel          | Nigeria     | 0      | 0                                         | 1        |                               |
| Mark Milligan           | Úc          | 0      | 0                                         | 1        |                               |
| Sergej Milinković-Savić | Serbia      | 0      | 0                                         | 1        |                               |
| Luka Milivojević        | Serbia      | 0      | 0                                         | 1        |                               |
| Johan Mojica            | Colombia    | 0      | 0                                         | 1        |                               |
| Moon Seon-min           | Hàn Quốc    | 0      | 0                                         | 1        |                               |
| Sam Morsy               | Ai Cập      | 0      | 0                                         | 1        |                               |
| Thomas Müller           | Đức         | 0      | 0                                         | 1        |                               |
| Munir Mohand Mohamedi   | Maroc       | 0      | 0                                         | 1        |                               |
| Cheikh N'Doye           | Sénégal     | 0      | 0                                         | 1        |                               |
| Neymar                  | Brasil      | 0      | 0                                         | 1        |                               |
| Benjamin Pavard         | Pháp        | 0      | 0                                         | 1        |                               |
| Gerard Piqué            | Tây Ban Nha | 0      | 0                                         | 1        |                               |
| Josip Pivarić           | Croatia     | 0      | 0                                         | 1        |                               |
| Marko Pjaca             | Croatia     | 0      | 0                                         | 1        |                               |
| Paul Pogba              | Pháp        | 0      | 0                                         | 1        |                               |
| Aleksandar Prijović     | Serbia      | 0      | 0                                         | 1        |                               |
| Ricardo Quaresma        | Bồ Đào Nha  | 0      | 0                                         | 1        |                               |
| Ivan Rakitić            | Croatia     | 0      | 0                                         | 1        |                               |
| Josh Risdon             | Úc          | 0      | 0                                         | 1        |                               |
| Cristian Rodríguez      | Uruguay     | 0      | 0                                         | 1        |                               |
| James Rodríguez         | Colombia    | 0      | 0                                         | 1        |                               |
| Tom Rogic               | Úc          | 0      | 0                                         | 1        |                               |
| Marcos Rojo             | Argentina   | 0      | 0                                         | 1        |                               |
| Youssouf Sabaly         | Sénégal     | 0      | 0                                         | 1        |                               |
| Birkir Már Sævarsson    | Iceland     | 0      | 0                                         | 1        |                               |
| Carlos Salcedo          | México      | 0      | 0                                         | 1        |                               |
| Salif Sané              | Sénégal     | 0      | 0                                         | 1        |                               |
| Xherdan Shaqiri         | Thụy Sĩ     | 0      | 0                                         | 1        |                               |
| Masoud Shojaei          | Iran        | 0      | 0                                         | 1        |                               |
| Gaku Shibasaki          | Nhật Bản    | 0      | 0                                         | 1        |                               |
| Adrien Silva            | Bồ Đào Nha  | 0      | 0                                         | 1        |                               |
| Pione Sisto             | Đan Mạch    | 0      | 0                                         | 1        |                               |
| Fyodor Smolov           | Nga         | 0      | 0                                         | 1        |                               |
| Son Heung-min           | Hàn Quốc    | 0      | 0                                         | 1        |                               |
| John Stones             | Anh         | 0      | 0                                         | 1        |                               |
| Ivan Strinić            | Croatia     | 0      | 0                                         | 1        |                               |
| Nicolás Tagliafico      | Argentina   | 0      | 0                                         | 1        |                               |
| Renato Tapia            | Perú        | 0      | 0                                         | 1        |                               |
| Youri Tielemans         | Bỉ          | 0      | 0                                         | 1        |                               |
| Luis Tejada             | Panama      | 0      | 0                                         | 1        |                               |
| Corentin Tolisso        | Pháp        | 0      | 0                                         | 1        |                               |
| Trézéguet               | Ai Cập      | 0      | 0                                         | 1        |                               |
| William Troost-Ekong    | Nigeria     | 0      | 0                                         | 1        |                               |
| Domagoj Vida            | Croatia     | 0      | 0                                         | 1        |                               |
| Kendall Waston          | Costa Rica  | 0      | 0                                         | 1        |                               |
| Axel Witsel             | Bỉ          | 0      | 0                                         | 1        |                               |
| Granit Xhaka            | Thụy Sĩ     | 0      | 0                                         | 1        |                               |
| Yoshimar Yotún          | Perú        | 0      | 0                                         | 1        |                               |
| Denis Zakaria           | Thụy Sĩ     | 0      | 0                                         | 1        |                               |
| Roman Zobnin            | Nga         | 0      | 0                                         | 1        |                               |

Nguồn: 